# Filippo Gentiloni
Filippo Gentiloni Silveri (Roma, 21 febbraio 1924 – Roma, 30 aprile 2018) è stato un giornalista e saggista italiano, specializzato in tematiche religiose e politiche.

## Biografia
Sacerdote gesuita (ordinato nel 1965), era delegato dei gesuiti italiani alla Congregazione generale che poi elesse come “preposito generale” il progressista Pedro Arrupe. Fu insegnante di storia e filosofia negli anni '70 presso il Liceo Ginnasio Statale "Augusto" e di religione al liceo "Visconti" di Roma. Partecipò al movimento "Cristiani per il socialismo" e fu il superiore del Collegio internazionale del Gesù, istituto che forma i giovani gesuiti. Alla fine degli anni '60 si sposa, dopo aver ottenuto la dimissione dallo stato clericale.
Negli anni '70 iniziò a scrivere su il manifesto e su Rocca, con una rubrica fissa a partire dagli anni '90. Entrò poi a far parte della redazione del mensile Confronti. Nel 2011 interruppe, per ragioni di salute, la sua carriera di giornalista.
Inoltre era zio del politico Paolo Gentiloni e padre dello storico Umberto Gentiloni.